# Teatro Nacional São João
Il Teatro Nacional São João è un teatro portoghese, situato nella città di Porto.

## Storia
Nel 1794, l'allora autorità principale di Porto, Francisco de Almada e Mendonça, commissionò all'architetto italiano Vicente Mazzoneschi la progettazione di un teatro dell'opera. Il teatro originale fu edificiato tra il 1796 e il 1798 e fu chiamato São João (San Giovanni) in onore del principe reggente João, in seguito incoronato re come Giovanni VI del Portogallo. L'interno del teatro era simile al Teatro São Carlos di Lisbona, costruito qualche anno prima.